# Franciszek Gągor

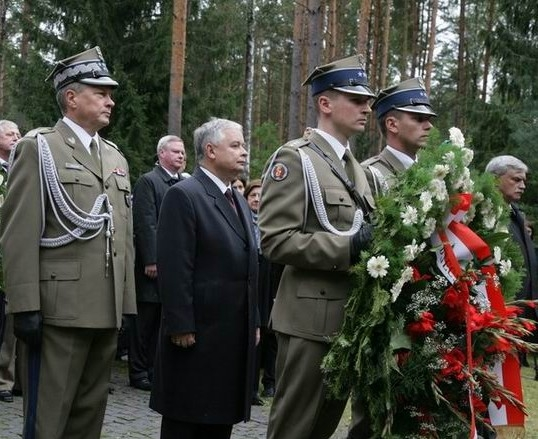
Gen. Franciszek Gągor (z lewej) podczas wizyty w Katyniu wraz z Prezydentem RP, Lechem Kaczyńskim 17 września 2007

Gen. Franciszek Gągor, Warszawa 15 sierpnia 2008

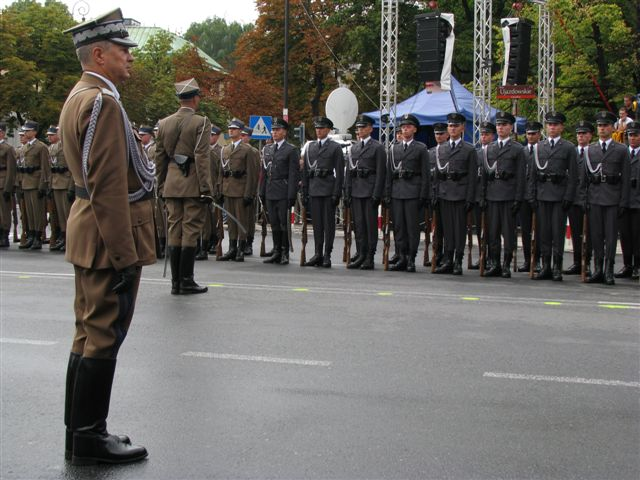
Gen. Franciszek Gągor – Święto Wojska Polskiego, defilada w Alejach Ujazdowskich; Warszawa 15 sierpnia 2008

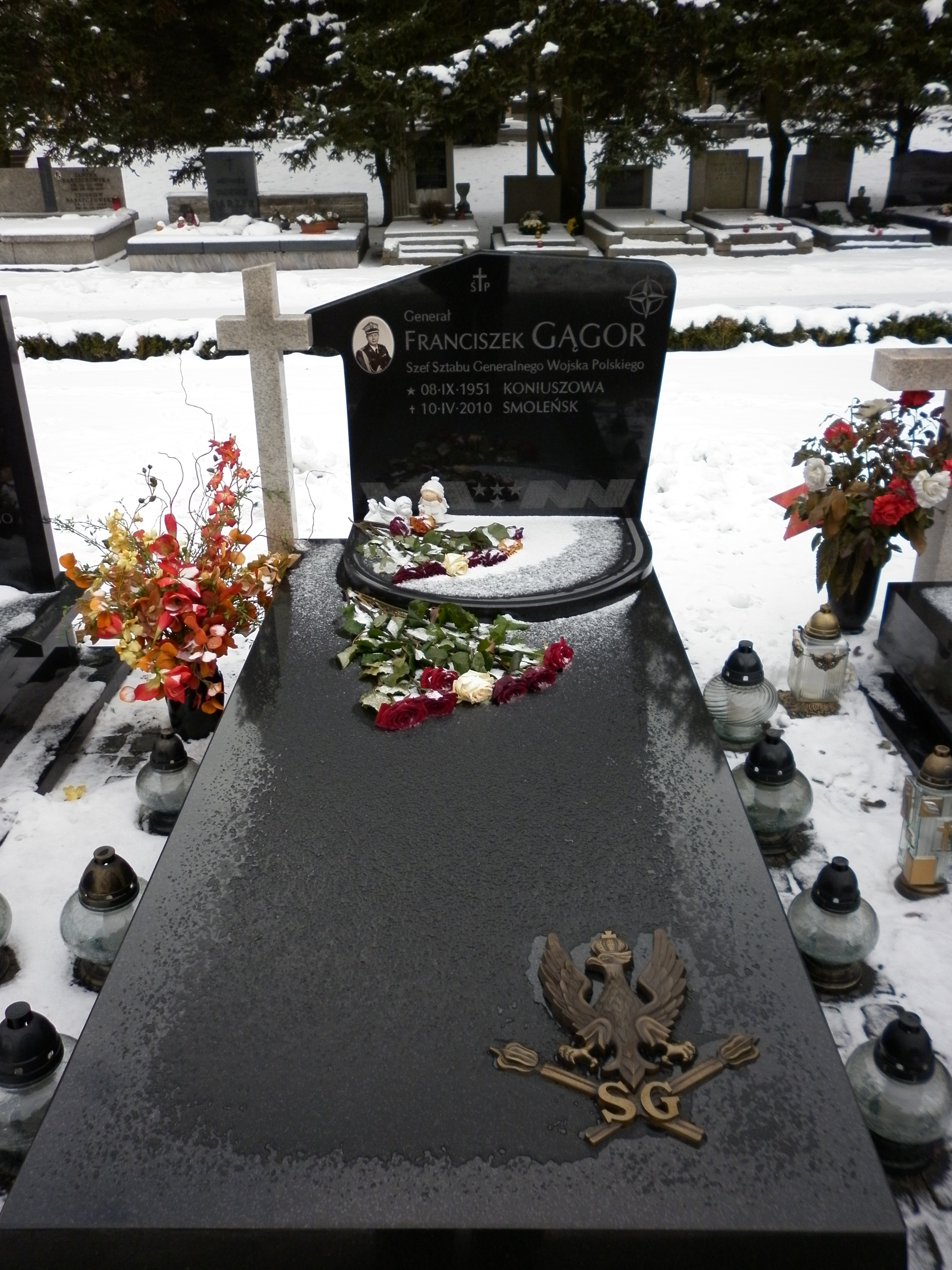
Grób generała Franciszka Gągora na Powązkach (stan w lutym 2011 roku)

Franciszek Gągor (ur. 8 września 1951 w Koniuszowej, zm. 10 kwietnia 2010 w Smoleńsku) – generał Wojska Polskiego, doktor nauk wojskowych, szef Sztabu Generalnego Wojska Polskiego w latach 2006–2010, specjalista w dziedzinie rozpoznania i operacji pokojowych.

## Życiorys

### Wykształcenie
Był absolwentem I Liceum Ogólnokształcącego im. Jana Długosza w Nowym Sączu (matura w 1969). W latach 1969–1973 studiował w Wyższej Szkole Oficerskiej Wojsk Zmechanizowanych we Wrocławiu. Był także absolwentem filologii angielskiej na Uniwersytecie im. Adama Mickiewicza w Poznaniu (1983) oraz studiów strategicznych w Akademii Obrony NATO w Rzymie (2001). W 1998 w Akademii Obrony Narodowej w Warszawie obronił rozprawę naukową nt. „Międzynarodowe operacje pokojowe oraz ich miejsce we współczesnej doktrynie obronnej Rzeczypospolitej Polskiej” i uzyskał stopień naukowy doktora nauk wojskowych. W 2002 odbył Podyplomowe Studia Strategiczno-Operacyjne na Narodowym Uniwersytecie Obrony Stanów Zjednoczonych w Waszyngtonie.

### Służba wojskowa
Po promocji oficerskiej został skierowany do 2 pułku czołgów średnich, w którym służył na stanowisku dowódcy plutonu rozpoznania, a następnie dowódcy kompanii rozpoznania. W 1978 wyznaczono go starszym wykładowcą w Wyższej Szkole Oficerskiej Wojsk Zmechanizowanych. Od 1988 do 1990 był starszym oficerem operacyjnym ds. kontyngentów wojskowych w Głównym Zarządzie Szkolenia Bojowego Wojska Polskiego, a następnie pracował w Zarządzie Wojskowych Spraw Zagranicznych.
W latach 1976–1977, będąc starszym oficerem operacyjnym w polskim kontyngencie, brał udział w misji pokojowej II Doraźnych Sił Pokojowych ONZ w Egipcie (UNEF II – Second United Nations Emergency Force). Od 1980 do 1985 kierował Pionem Operacyjnym PKW na Misji Obserwacyjnej Sił Narodów Zjednoczonych ds. Nadzoru Rozdzielenia Wojsk na Wzgórzach Golan (UNDOF – United Nations Disengagement Observer Force), natomiast w latach 1989–1990 pełnił funkcję zastępcy szefa Logistyki Sił Narodów Zjednoczonych w tej operacji. W 1991 został zastępcą dowódcy polskiego kontyngentu w operacji Pustynna Burza, a w 1992 służył jako zastępca dowódcy sektora Misji Obserwacyjnej ONZ w Iraku i Kuwejcie (UNIKOM – United Nations Iraq-Kuwait Observation Mission).
W lutym 1992 objął stanowisko szefa Wydziału Misji Pokojowych Oddziału Kontaktów Zagranicznych i Misji Pokojowych Zarządu Wojskowych Spraw Zagranicznych, w lipcu tegoż roku został wyznaczony na szefa Oddziału Wojskowych Misji Pokojowych Zarządu. Następnie, po zmianach organizacyjnych, od maja 1993 kontynuował służbę na takim samym stanowisku w Departamencie Wojskowych Spraw Zagranicznych Ministerstwa Obrony Narodowej w Warszawie, po czym był kolejno dyrektorem Biura Kontroli Zbrojeń i Misji Międzynarodowych – zastępcą dyrektora Departamentu (1994–1996) oraz dyrektorem Departamentu (1996–1999). W 1999 został szefem Generalnego Zarządu Operacyjnego P-3 w Sztabie Generalnym Wojska Polskiego w Warszawie.
W 2003 kierował Misją Obserwacyjną ONZ w Iraku i Kuwejcie, po czym pełnił funkcję dowódcy Sił Narodów Zjednoczonych ds. Nadzoru Rozdzielenia Wojsk na Wzgórzach Golan. W latach 2004–2006 był polskim przedstawicielem wojskowym przy Komitetach Wojskowych NATO i Unii Europejskiej w Brukseli. 27 lutego 2006 został szefem Sztabu Generalnego Wojska Polskiego.
Zginął 10 kwietnia 2010 w katastrofie polskiego samolotu Tu-154 w Smoleńsku w drodze na obchody 70. rocznicy zbrodni katyńskiej. Trumna z jego ciałem przybyła do Polski 16 kwietnia 2010 roku o godz. 22:00. 21 kwietnia został pochowany w Kwaterze Smoleńskiej na Cmentarzu Wojskowym na Powązkach. Jego ciało zostało ekshumowane 8 czerwca 2018 w związku z prowadzonym w Prokuraturze Krajowej śledztwem w sprawie katastrofy smoleńskiej.

## Upamiętnienie
20 kwietnia 2010 odsłonięto poświęconą mu tablicę pamiątkową w siedzibie Sztabu Generalnego Wojska Polskiego w Warszawie, a 15 sierpnia 2010 tablicę pamiątkową na terenie Ministerstwa Obrony Narodowej Islamskiej Republiki Afganistanu w Kabulu.
14 lipca 2010 na IX Nadzwyczajnym Krajowym Zjeździe Delegatów Związku Żołnierzy Ludowego Wojska Polskiego podjęto uchwałę o zmianie nazwy na Związek Weteranów i Rezerwistów Wojska Polskiego im. gen. Franciszka Gągora.
3 września 2011 gen. Franciszek Gągor został patronem Zespołu Szkół w Koniuszowej, gdzie znajduje się poświęcona mu Izba Pamięci oraz tablica pamiątkowa.
11 października 2011 na terenie Wojskowej Akademii Technicznej im. Jarosława Dąbrowskiego w Warszawie odsłonięto tablicę pamiątkową poświęconą pamięci gen. Franciszka Gągora, a 25 października 2011, z okazji 93. rocznicy odrodzenia Sztabu Generalnego WP, poświęconą mu tablicę pamiątkową odsłonięto w siedzibie Sztabu Generalnego WP.
27 kwietnia 2012 imię gen. Gągora otrzymała sala widowiskowo-konferencyjna w siedzibie AON.
7 września 2012 Związek Weteranów i Rezerwistów Wojska Polskiego przyjął imię Generała Franciszka Gągora.
8 września 2012 szlakowi turystycznemu Nowy Sącz – Ptaszkowa zostało nadane imię generała Franciszka Gągora.
16 sierpnia 2013 odsłonięto jego pomnik-popiersie w Panteonie Bohaterów Sanktuarium Narodowego na Cmentarzu Poległych w Bitwie Warszawskiej w Ossowie.
8 września 2014 przy dworcu kolejowym w Nowym Sączu odsłonięto tablicę pamięci generała Gągora.

## Awanse
- podporucznik – 1973
- porucznik – 1976
- kapitan – 1980
- major – 1985
- podpułkownik – 1989
- pułkownik – 1993
- generał brygady – 1997
- generał dywizji – 2003[15]
- generał broni – 2006[16]
- generał – 2006[17]

## Odznaczenia
- Krzyż Wielki Orderu Odrodzenia Polski (pośmiertnie, postanowieniem z 16 kwietnia 2010 marszałka Sejmu Bronisława Komorowskiego wykonującego obowiązki prezydenta RP, na wniosek Kapituły Orderu Odrodzenia Polski, „za wybitne zasługi w służbie państwu i społeczeństwu”)[18]
- Krzyż Oficerski Orderu Odrodzenia Polski (2005)[19]
- Krzyż Kawalerski Orderu Odrodzenia Polski (1998)[20]
- Złoty Krzyż Zasługi (1991)
- Złoty Medal za Długoletnią Służbę (2008)
- Złoty Medal Siły Zbrojne w Służbie Ojczyzny
- Srebrny Medal Siły Zbrojne w Służbie Ojczyzny
- Brązowy Medal Siły Zbrojne w Służbie Ojczyzny
- Złoty Medal za Zasługi dla Obronności Kraju
- Srebrny Medal za Zasługi dla Obronności Kraju
- Brązowy Medal za Zasługi dla Obronności Kraju
- Medal „Pro Memoria”
- Medal 100-lecia ustanowienia Sztabu Generalnego Wojska Polskiego (2018, pośmiertnie)[21]
- Medal za Zasługi dla Stowarzyszenia Kombatantów Misji Pokojowych ONZ
- Odznaka Skoczka Spadochronowego
- Komandoria Legii Honorowej (Légion d’honneur, 17 grudnia 2008, Francja)[22]
- Komandoria Legii Zasługi (Legion of Merit, 22 maja 2008, Stany Zjednoczone)[23]
- Krzyż Wielki Orderu Zasługi (Ordem do Mérito, 1 września 2008, Portugalia)[24]
- Odznaka Honorowa Przemysła Ottokara II, Króla Żelaznego i Złotego (Čestný odznak Přemysla Otakara II., krále železného a zlatého, 1 marca 2007, Czechy)[25][26]
- Wojskowy Krzyż Zasługi (Meritorious Service Cross – Military Division, 13 kwietnia 2011, Kanada, pośmiertnie)[27]
- Medal ONZ za misję UNEF II
- Medal ONZ za misję UNDOF
- Medal ONZ za misję UNIKOM

## Rodzina i życie prywatne
Miał żonę Lucynę oraz dwoje dzieci: Michała i Katarzynę. Biegle władał językiem angielskim, znał także język rosyjski i francuski. Interesował się historią, fotografią analogową i tenisem ziemnym. Wraz z Krzysztofem Paszkowskim napisał książkę pt. Międzynarodowe operacje pokojowe w doktrynie obronnej Rzeczypospolitej Polskiej (wyd. 1999).